# Pfarrkirche Emmaus am Wienerberg

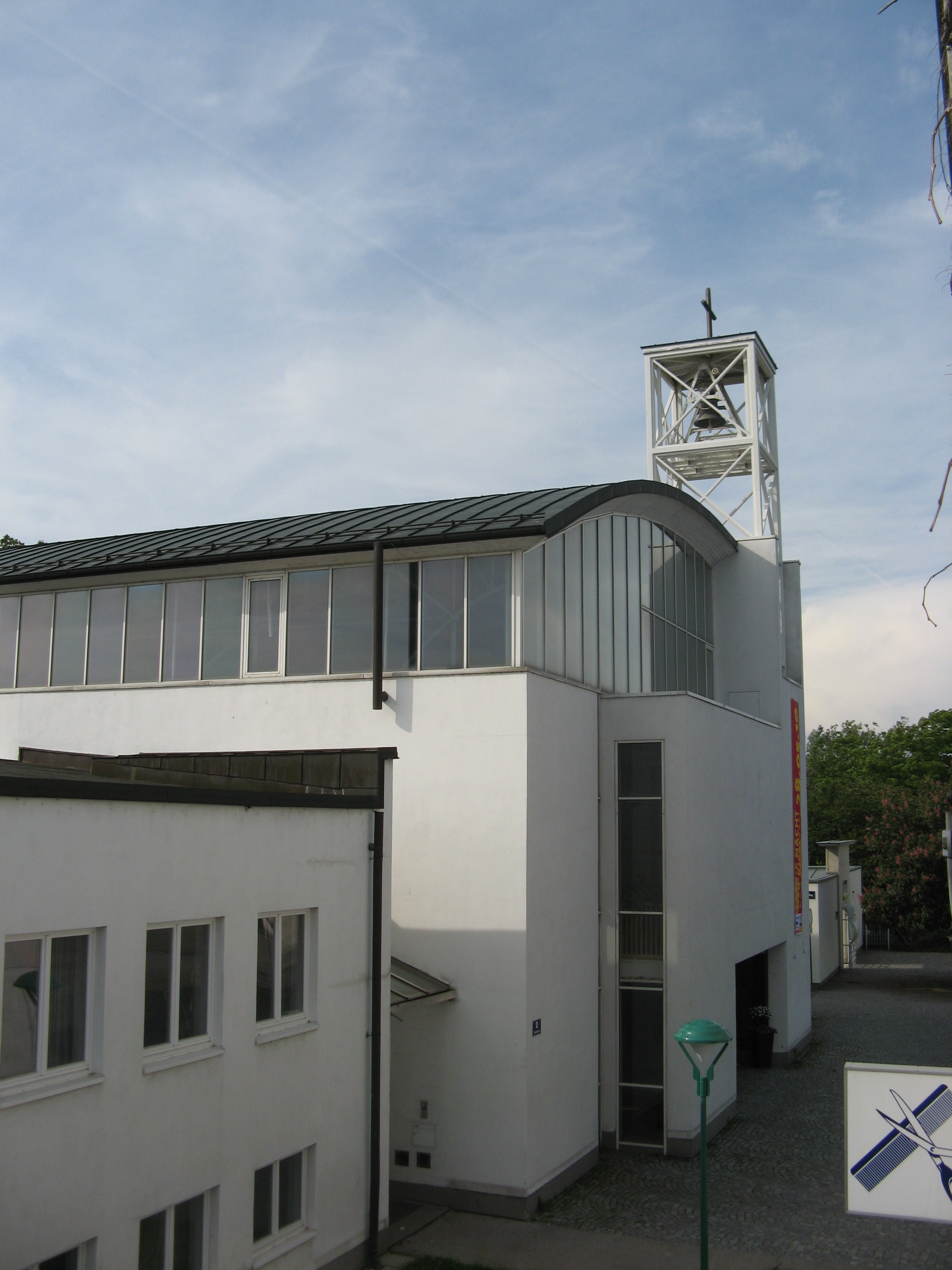
Pfarrkirche Emmaus am Wienerberg

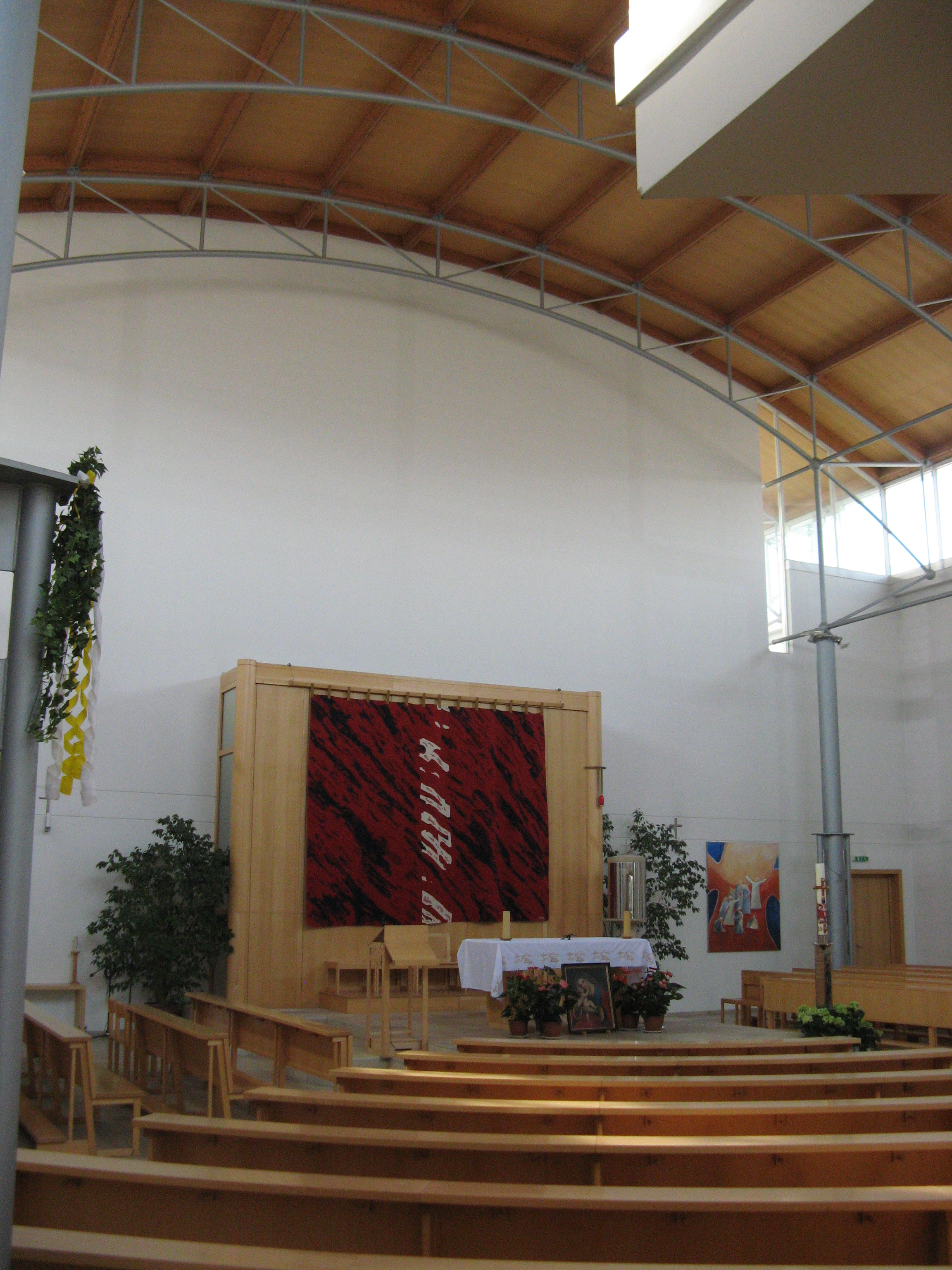
Innenraum der Pfarrkirche Emmaus am Wienerberg

Die Pfarrkirche Emmaus am Wienerberg ist eine römisch-katholische Pfarrkirche am Tesarekplatz 2 am Südhang des Wienerberges im 10. Wiener Gemeindebezirks Favoriten. Die Pfarre liegt im Stadtdekanat 23 des zur Erzdiözese Wien gehörenden Vikariates Wien Stadt. Sie ist nach dem biblischen Ort Emmaus benannt.

## Geschichte
Emmaus am Wienerberg ist eine junge Pfarre und Pfarrkirche. Das Gelände am Südhang des Wienerberges wurde bis ins 20. Jahrhundert für den Lehmabbau und die Ziegelproduktion genutzt. Nach deren Einstellung wurde der Großteil des südlichen Teils des Wienerbergs in den 1980er Jahren naturnah als Erholungsgebiet gestaltet, während zwischen Friedrich-Adler-Weg und dem Erholungsgebiet Zwillingsee eine weitläufige autofreie Wohnsiedlung für etwa 7000 Menschen geplant wurde. Von Anfang an war auch eine Kirche in der Siedlung vorgesehen.
Das Gelände, das ursprünglich zur Pfarre St. Nikolaus in Inzersdorf gehörte, wurde 1989 als Expositur der Pfarre Salvator am Wienerfeld zugeschlagen. Deren Territorium umfasste den ganzen südlichen Wienerberg zwischen Eibesbrunnergasse im Westen und Neilreichgasse im Osten, der Grenze von 10. und 23. Bezirk im Süden und dem Gelände bis unterhalb des verbauten Gebietes auf der Höhe des Berges im Norden. Die Kirche Emmaus am Wienerberg wurde zwischen 1990 und 1992 im Zentrum der neuen Wohnanlage am Wienerberg nach Plänen von Otto Häuselmayer erbaut, der auch die Gesamtleitung für die Planung der ganzen Wohnsiedlung ausübte. In unmittelbarer Nähe der Otto-Probst-Straße entstand die Kirche am Tesarekplatz, an dem sich auch eine Volksschule von Gustav Peichl, ein Kindertagesheim von Heinz Tesar und Wohngebäude mit Geschäften und Lokalen befinden. 1992 wurde die Expositur zur Pfarre erhoben. Im Rahmen der Pfarrstrukturreform in der Erzdiözese Wien wanderte die Pfarre mit 29. November 2015 vom Stadtdekanat 10 in das Stadtdekanat 23.

## Baubeschreibung
Das schlichte Kirchengebäude ist ein freistehender Rechteckbau, dessen gewölbtes Dach auf Stahlstützen ruht. Der niedrige Glockenturm ragt kaum aus der Umgebung hervor. Unter dem Dach befindet sich ringsum eine Reihe mit Fenstern, die den Innenraum erhellen. Die Orgelempore über dem Eingang ist eine Holzkonstruktion. Die Kirchenbänke reihen sich halbkreisförmig um den zentralen Altarbereich an der Westseite. Einziger Schmuck des Innenraums sind großformatige Kreuzwegbilder von Veronica Schaller aus dem Jahr 2006.